# Łuk Kerna
Łuk Kerna – bardzo rzadkie atmosferyczne zjawisko optyczne, powodowanym przez płytkowe kryształy lodu o podstawie prawie trójkątnej.
Zjawisko jest bardzo słabo widoczne i tworzy pełny okrąg wokół zenitu. Halo to pokrywa się z łukiem okołozenitalnym w dolnej części. Łuk Kerna był kilkakrotnie obserwowany w XX wieku (pierwsza obserwacja przez H. F. A. Kerna w 1895), ale pierwsze zdjęcia zostały wykonane dopiero 17 listopada 2007 przez Marko Mikkilä w Sotkamo w Finlandii.
Łuk Kerna jest tworzony przez płytkowe kryształy o podstawie bardziej przypominającej trójkąt niż typowe sześciokątne kryształy lodu (pył diamentowy). Zjawisko łuku Kerna jest powodowane przez promienie światła wchodzące przez górną płaszczyznę kryształu i odbite przez płaszczyznę boczną. Promienie wychodzą i są załamywane przez drugą płaszczyznę boczną, która tworzy z pierwszą płaszczyzną kąt łamiący 60°.